# Коваленко, Всеволод Павлович
Всеволод Павлович Коваленко (12 сентября 1932, Ленинград, РСФСР — 19 октября 2016, Москва, Российская Федерация) — советски и российский учёный, специалист по очистке нефтепродуктов, заслуженный деятель науки и техники Российской Федерации.

## Биография
В годы Великой Отечественной войны был эвакуирован из блокадного города. В 1950 г. с золотой медалью окончил 1-ю Московскую спецшколу ВВС, после окончания первого курса Московского авиационного института переводится в Военную академию тыла и транспорта им. В. М. Молотова, которую окончил в 1956 г.
В 1961 г. в НИИ горюче-смазочных материалов (ГСМ) (впоследствии — ФАУ «25 ГосНИИ химмотологии Минобороны России») на должность ведущего инженера-испытателя, затем становится старшим научным сотрудником и начальником лаборатории средств очистки нефтепродуктов. Работал над созданием высокоэффективных отечественных фильтров-сепараторов и фильтров-водоотделителей. С его непосредственным участием на снабжение Вооружённых Сил были приняты более 15 средств очистки горюче-смазочных материалов, в том числе для масел, специальных жидкостей и топлив для реактивных двигателей.
В 1987 г. уволился в запас в звании полковника.
Доктор технических наук (1989), профессор. Им было подготовлено более 20 кандидатов и докторов технических наук, опубликовано более 30 научных трудов.
С 1987 г. — профессор, в 1994—1999 гг. — заведующий кафедрой «Автомобильный транспорт» Московского института механизации сельского хозяйства им. Горячкина. Вёл курсы «Обслуживание и ремонт топливозаправочных комплексов», «Проектирование нефтебаз и топливозаправочных комплексов», «Ремонт оборудования ТЗК», «Проектирование нефтебаз, нефтескладов и ТЗК».
В последние годы совмещал свою педагогическую деятельность с работой в ФАУ «25 ГосНИИ химмотологии Минобороны России» в должности ведущего научного сотрудника, где были начаты новые исследования по разработке перспективных отечественных средств очистки горюче-смазочных материалов.

## Основные научные работы
- Коваленко В. П. «Загрязнения и очистка нефтяных масел». М., «Химия», 1978 г. 304 с.
- Коваленко В. П., Ильинский А. А. «Основы техники очистки жидкостей от механических загрязнений». М., «Химия», 1982 г. 272 с.
- Коваленко В. П., Карпекина Т. П. «Экономия масел и смазок при эксплуатации машин». М., «Агропромиздат», 1988 г. 57 с.
- Коваленко В. П., Турчанинов В. Е. «Очистка нефтепродуктов от загрязнений». М., «Недра», 1990 г. 160 с.
- Коваленко В. П., Симоненко А. В., Лоскутов В. С. «Нефтепродуктообеспечение сельских товаропроизводителей», М., МГАУ, 2002 г. 110 с.
- Коваленко В. П., Симоненко А. В., Лоскутов В. С. «Эксплуатация и ремонт технологического оборудования топливозаправочных комплексов и нефтескладов». М., МГАУ, 2003 г 84 с.
- Коваленко В. П., Инокова Э. Е. «Технологическое проектирование и сооружение объектов системы нефтепродуктообеспечения». М.,МГАУ, 2008 г, 130 с.

## Награды и премии
Заслуженный деятель науки и техники РФ (1995), почётный работник высшего профессионального образования РФ. Награждён медалью «За победу над Германией в Великой Отечественной войне 1941—1945 гг.», знаком Минобороны России «За создание автомобильной техники».